# Eupithecia decipiens
Eupithecia decipiens là một loài bướm đêm trong họ Geometridae.